# Edappalli
Edappalli (Repleim segons els historiadors holandesos) fou un estat tributari protegit el més gran del idavgays o petits principats de la taluka de Kunnatnad a l'estat de Travancore amb una superfície de 15,5 km² i una piblació de 13.348 habitants. Està governat per un Nambudri Brahman del més alt rang, conegut com a Raja d'Edappalli, però que no té autoritat civil o criminal; pot cobrar els ingressos de les terres i les posseeix lliures de taxes de l'estat de Travancore excepte una petita quantitat per serveis de policia. El raja resideix a Edappalli.